# Rattus adustus
Rattus adustus är en däggdjursart som beskrevs av Henri Jacob Victor Sody 1940. Rattus adustus ingår i släktet råttor och familjen råttdjur. IUCN kategoriserar arten globalt som otillräckligt studerad. Inga underarter finns listade.
Denna råtta lever endemisk på ön Enggano vid Sumatra. Arten är bara känd från en enda individ som fångades under 1920-talet. Kanske är adustus en underart till svartråttan (Rattus rattus).